# 近交系数
近交系数（英語：coefficient of inbreeding / inbreeding coefficient）是表示一个个体的近亲繁殖程度的数值，其定义为一个个体的两个同源基因与共同祖先的同一基因纯合的概率，通常计作f或F。需注意的是，它不考虑个体表达的性狀，仅通过先验概率计算得出，也不考虑性染色体上的基因或隐性致死基因。
近交系数是衡量子代的指标，但如果将其视为其亲代（夫妻）之间或任何两个个体之间的关系，则称为近亲系数或共亲系数（coefficient of kinship / coefficient of coancestry）。换句话说，两个个体间的近亲系数等于其子代的近交系数。有时两种概念也不严格区分。
亲缘系数（coefficient of relationship）是一个与之类似的遗传接近程度的概念，用r表示。亲缘系数r可以由近交系数F计算得出。

## 历史
近交系数的概念于1921年由休厄尔·赖特提出。严格而言，当时其定义与现在的定义有所不同，当时的定义为结合的配子之间的遗传相关性。1948年，古斯塔夫·马莱科给出了当前版本的定义。

## 亲缘系数
赖特还提出了另一种表示亲缘关系的度量：亲缘系数。近交系数F和亲缘系数r之间的关系为：
{\displaystyle r_{ij}={\frac {2F_{ij}}{{\sqrt {1+F_{i}}}{\sqrt {1+F_{j}}}}}}

## 数值

### 简单案例
二倍体有性生殖的情形如下。其中“亲等”按日本计法（不计自身）；中国的代数计法以一辈为一代，自己计一代，即相当于日本的亲等数+1。F为近交系数。r为亲缘系数。
| 亲等 | F     | r    | 亲属关系中的例子                 |
| ---- | ----- | ---- | -------------------------------- |
|      | ≧ 1/2 |      | 近交系                           |
| 0    | 1/2   | 1    | 同卵双胞胎、克隆体、自交         |
| 1    | 1/4   | 1/2  | 父母和孩子                       |
| 2    | 1/4   | 1/2  | 亲兄弟姐妹                       |
| 2    | 1/8   | 1/4  | 同母异父或同父异母的兄弟姐妹     |
| 2    | 1/8   | 1/4  | 祖父母和孙                       |
| 3    | 1/8   | 1/4  | 叔/舅和侄女、姑/姨和侄子         |
| 3    | 1/16  | 1/8  | 曾祖父母和曾孙                   |
| 4    | 1/16  | 1/8  | 伯/叔祖父和大姪、伯/叔祖母和大甥 |
| 4    | 1/16  | 1/8  | 表/堂兄弟姐妹                    |
| 4    | 1/32  | 1/16 | 高祖父母和玄孙                   |
| 5    | 1/32  | 1/16 | 父母的表/堂兄弟姐妹              |
| 6    | 1/64  | 1/32 | 从表兄弟姐妹                     |
| ~∞   | ~0    | ~0   | 陌生人                           |

除非另有说明，否则父母双方的所有兄弟姐妹关系都可视作等同。此外，因收養、婚姻等而产生的法律上的家庭关系除外。
严格而言，即使不是近亲繁殖，F也会是一个很小的非零值。在人類这样的大种群中，陌生人的F很小，但在实验动物和栽培品种等高度近交的种群中，无关个体之间的F不容忽视。极端情况下会出现F ≥ 1/2，此时称之为近交系。

### 计算方法
只有一个共同祖先的简单关系之间，F的计算方法为F = 1/2n + 1 ，其中n是父母之间的亲等（按日本计法）。也就是说，共同祖先起算的n1代后的后代和n2代后的后代之间的n = n1 + n2。
如果有多个共同祖先，则将每个共同祖先计算的F加和 。（同父母）兄弟姐妹及其后代的情况下有两个共同祖先：父亲和母亲，共两人，需要进行这种加和。此时，F = 1/2n + 1+ 1/2n + 1 = 1/2n，是共同祖先的两倍。
在共同祖先的F（记为FA）不为零的情况下，则可能继承其纯合形式，因而此时需要乘以1 + FA。
上述关系可以用如下公式表示：
{\displaystyle F=\sum _{A}{{1+F_{A}} \over {2^{n+1}}}}

## 纯合的增加

### 与哈代-温伯格定律的关系
考虑近交系数，两个等位基因之间的纯合子比例在哈代-温伯格定律中所示的p2和q2的基础上，增加了pqF（p和q是两个等位基因的比例）；而杂合率在2pq的基础上减少2pqF，即原来的1 - F倍。

### 遗传病增加
一些遗传病，特别是致死性遗传病，大多是纯合子表现的隐性遗传病。因此，F越高，纯合子的比例越高，发病的概率就越高。增加与F成正比。